# Rudolf Steinwand
Rudolf Steinwand (* 4. August 1906 in Boppard; † 10. November 1982 in Lehnitz) war ein deutscher Politiker (KPD, später SED).

## Leben
Steinwand stammte aus einer Lehrerfamilie. Er musste den Besuch des Gymnasiums unterbrechen und legte sein Abitur 1928 ab, nachdem er zuvor aus der französisch besetzten Zone ausgewiesen worden war. Sein anschließendes Lehramtsstudium musste er wegen fehlender Mittel abbrechen. Ab 1930 engagierte er sich in der KPD und wurde wegen illegaler Aktionen inhaftiert. Nach der Machtübernahme der Nationalsozialisten und dem Verbot der KPD wurde er mehrfach in Schutzhaft genommen oder in Konzentrationslager interniert, jedoch nach einiger Zeit wieder entlassen beziehungsweise 1939 amnestiert. Im Herbst 1941 musste er Soldat werden, wurde nach kurzer Zeit jedoch verhaftet, da er Kontakte zur Koblenzer Widerstandsgruppe um Andreas Hoevel  hatte und aus dem Gefängnis an die Ostfront geschickt. Dort lief er 1945 zur Roten Armee über und konnte wenig später nach Deutschland zurückkehren.

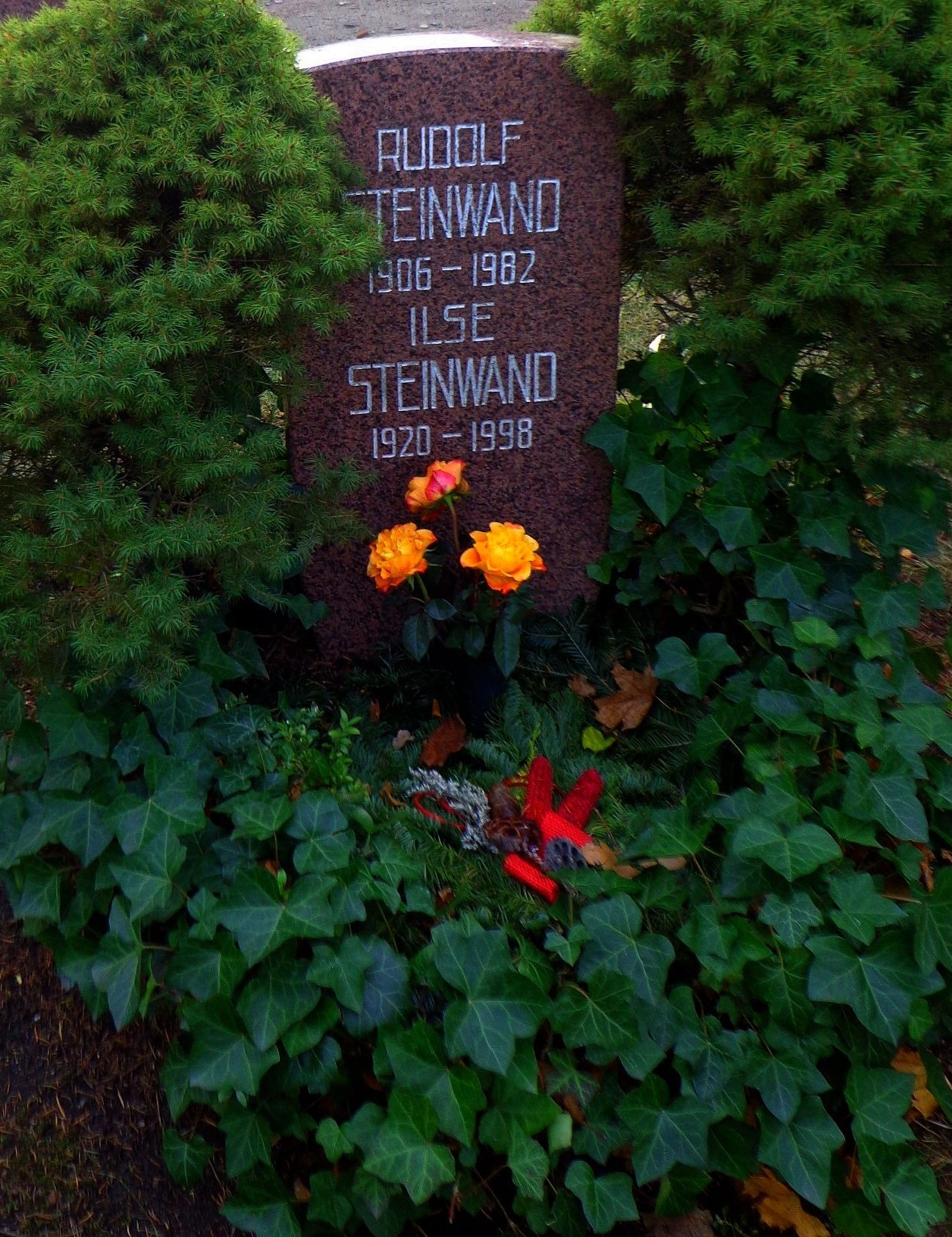
Grabstätte

Er engagierte sich in der Sowjetischen Besatzungszone und später in der DDR und durchlief eine stetige Karriere. Er wurde 1946 Mitglied der SED und Personalleiter in der Landesregierung Thüringen. Im Dezember 1948 wurde er vom thüringischen Landtag zum Mitglied der DWK gewählt, der er bis 1949 angehörte. Von 1950 bis 1952 war er Werkdirektor der Maxhütte (Unterwellenborn) und gehörte von 1950 bis 1954 der Volkskammer an. 1952 wurde er Hauptabteilungsleiter im Ministerium für Erzbergbau und Hüttenwesen, dann Staatssekretär und Stellvertreter des Ministers für Schwermaschinenbau. Von November 1955 bis 1958 amtierte er als Minister für Berg- und Hüttenwesen der DDR. Im Februar 1958 wurde er Mitglied der Staatlichen Plankommission und Leiter der Abteilung Grundstoffindustrie. Später übernahm er bis 1966 die Funktion eines Stellvertreters des Ständigen Vertreters der DDR im Rat für gegenseitige Wirtschaftshilfe (RGW).
Seine Urne wurde in der Grabanlage Pergolenweg des Berliner Zentralfriedhofs Friedrichsfelde beigesetzt.

## Auszeichnungen
- 1955 Vaterländischer Verdienstorden in Bronze, 1966 in Silber, 1971 in Gold und 1976 die Ehrenspange zum Vaterländischen Verdienstorden in Gold
- 1981 Orden Stern der Völkerfreundschaft in Silber